# Río Kwango
El río Kwango (Cuango, en Angola;  en portugués: Rio Cuango) es un largo río transfronterizo africano de la cuenca del río Congo que discurre por Angola y la República Democrática del Congo, el mayor afluente del río Kasai por la izquierda, con 1100 km de longitud. Se origina en el altiplano central de Angola y fluye, en general, en dirección norte, hasta formar la frontera entre ambos países. Luego continua por el interior de la República Democrática del Congo, y desemboca en el Kasai, cerca de la ciudad de Bandundu. Sus aguas colorean el Kasai, siendo visibles hasta medio kilómetro aguas abajo. Las aguas del Kwango fueron recorridas por los exploradores portugueses Roberto Ivens y Hermenegildo Capelo en 1877.
Fluye a través de ciudad de Malanje en Angola. La cuenca del río Kwango tiene grandes recursos de diamantes en el cluster de kimberlita Chitamba-Lulo, en Lunda Norte, descubierto en el cauce principal del río y en pisos y terrazas en sus llanuras de inundación.

## Historia

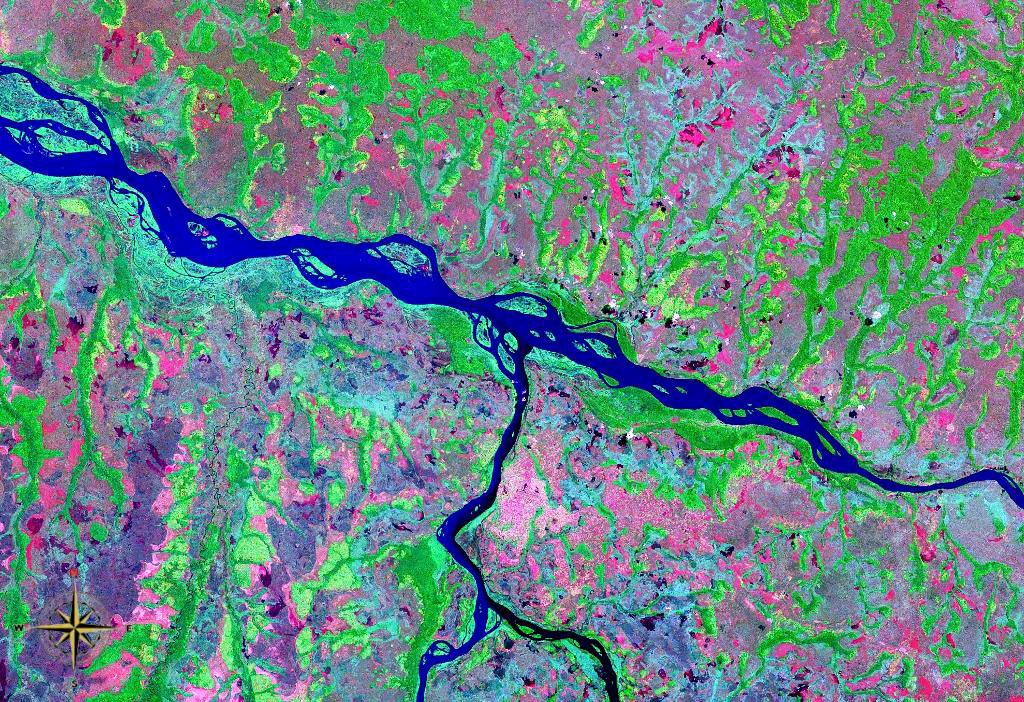
Vista satelital del Kwango entrando en el Kasai

El reino Rund, que se expandió hasta convertirse en el Imperio Lund, abarcaba el territorio que se extiende desde el río Kwango al  Laupala.  Sus gobernantes perseguían el comercio de esclavos. La expansión Lunda en el valle promovió una herencia política y cultural común, al mismo tiempo que también promovió el comercio de esclavos, dando cuenta de las bajas densidades de población entre los ríos Kwango y Kwilu.
Los portugueses colonizaron el valle del río Kwango y sustituyeron el reino de Kasanje. El río Kwango fue objeto de la firma de un tratado portugués suscrito en Lisboa el 25 de mayo de 1891 y de la Declaración de 24 de marzo de 1894.
La ciudad de Cuango, situada en la provincia de Lunda Norte en el valle del río Cuango, se considera que es "el corazón de los diamantes en el noreste de Angola", la zona más rica de diamantes en Angola. Esta ciudad jugó un papel importante durante la guerra civil ya que tanto la Unión Nacional para la Independencia Total de Angola ( Uniao Nacional para a Independencia Total de Angola, UNITA) y las fuerzas del gobierno intentaron tomar y controlar la ciudad.  UNITA rindió la ciudad al gobierno el 30 de septiembre de 1997, como parte del Protocolo de Lusaka.

## Geografía
El Cuango nace en las montañas de Alto Chicapa en la provincia angoleña de Lunda Sur, y fluye en dirección sur-noroeste formando durante un largo tramo la frontera con la República Democrática del Congo. Tras adentrarse en la RDC, finalmente se une al río Kasai cerca de la ciudad de Bandundo, que enseguida desagua a su vez en el Congo. Al discurrir por la meseta de Lunda, el río forma un valle profundo.
Tiene una longitud, desde su nacimiento hasta su confluencia con el río Kasai, de 1100 km, de los cuales 855 km se encuentran en Angola o son frontera de este país. El río drena un área total de influencia de 263 500 km². Sus principales afluentes lo son por la margen derecha, los ríos Wamba y Kwilu.

### Navegación
El Cuango tiene en su curso una serie de cascadas y rápidos. La navegabilidad se da sobre todo en la parte baja del río, en un tramo de una longitud de 307 km desde su desembocadura hasta los rápidos Kingushi. También es posible la navegación parcial en los tramos medios del río entre Kingushi y las cascadas de Franz Josef a una distancia de unos 300 km.

### Recursos hídricos
El caudal de estío se produce durante el mes de agosto. El caudal medio anual en el curso inferior del río es de 2700 m³/s.

## Cultura
El valle del río está habitado por los grupos tribales Yaka, Suku, Mbala y Pende. Sus habilidades artesanas se muestran en forma de tallas de máscaras con patrones geométricos y en otros objetos tallados.

## Economía
Aunque el río se utiliza para la pesca, el valle apenas se ha desarrollada y proporciona solamente una agricultura de subsistencia. Es de destacar que históricamente hay producción de aceite de palma y caucho.
La principal actividad económica e ingresos para el Estado angoleño se deriva de la extracción de diamantes en el valle.  La cuenca tiene una rica fuente de diamantes en el cluster de kimberlita Chitamba-Lulo en Lunda Norte, que fue descubierto en el canal principal del río y en pisos y terrazas en sus llanuras de inundación. Las provincias de Lunda Norte y Lunda Sul en el valle del río, cuentan con el mayor número de minas de diamantes en el valle y en Angola.
Se han adjudicado permisos de prospección a BRC, que se extienden en un área de 2150 km entre Tembo y Kasonga Lunda sobre el tramo río Kwango de alrededor de 185 km. En virtud de la licencia de explotación en manos de la Sociedad de Desarrollo Minero (Soiadale de Desenvolvimento Mineiro, SDM), las áreas de producción están en las diversiones de Tazua y el río Ginge en el Cuango.